# Kotalahti gruva

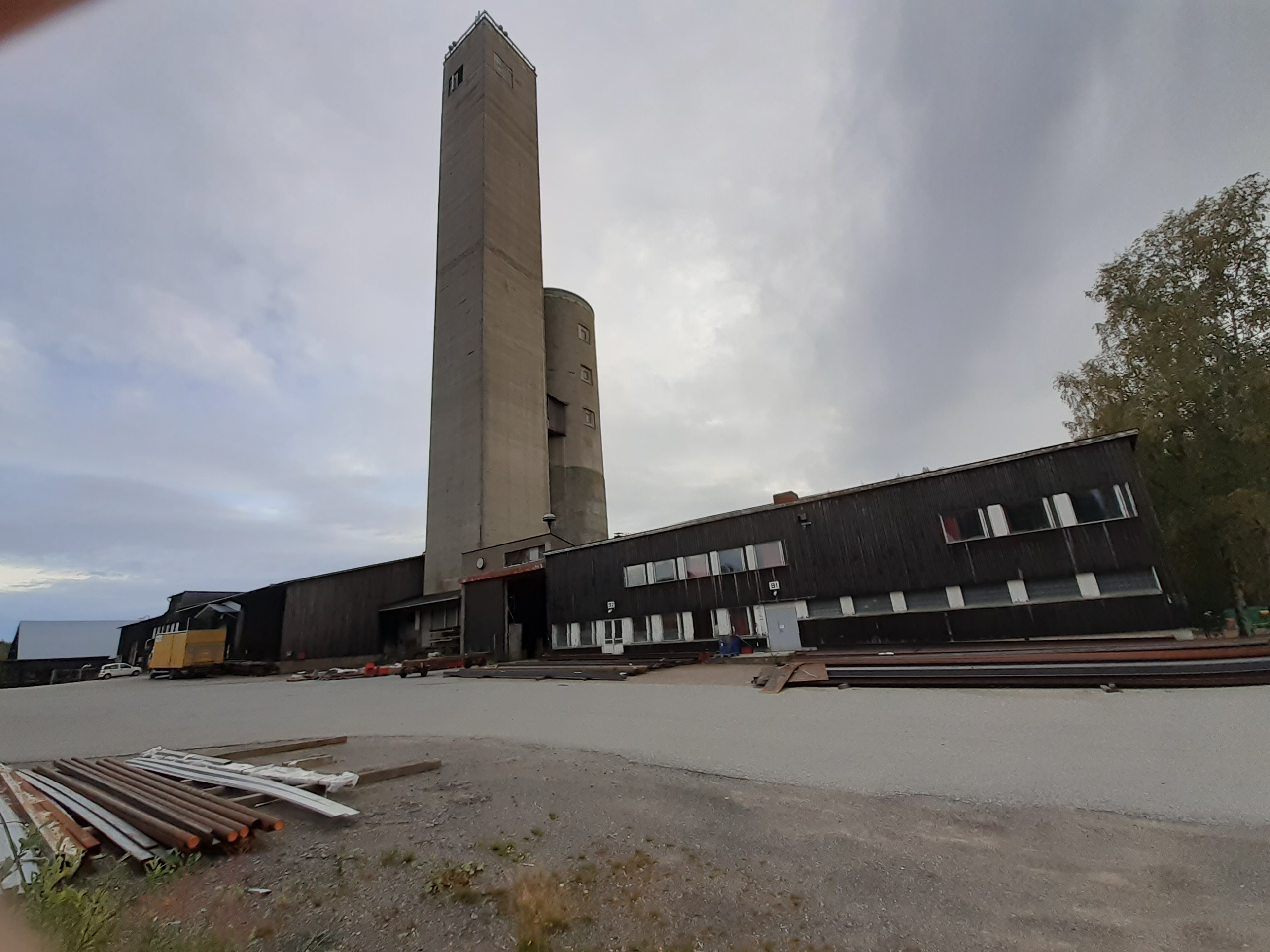
Kotalahti gruva.

Kotalahti är en nedlagd nickel- och koppargruva i Leppävirta. 
Driften vid gruvan, som ägdes av Outokumpu Oy, inleddes 1959, och när den upphörde 1987 hade 11 miljoner ton malm utvunnits. Den innehöll 0,7 % nickel och 0,25 % koppar. Vid anrikningen, som skedde på platsen, tillvaratogs 89-92 % av metallerna, vilkas vidare förädling ägde rum vid bolagets anläggningar i Harjavalta. Malmkroppen gick ned till över 800 meters djup. Gruvan, som i början av 1980-talet sysselsatte omkring 245 man, varav 105 under jord, var Finlands djupaste med ett största djup på 800 meter. Gruvlaven var 77 meter högt.